# 請願法
請願法（せいがんほう、昭和22年3月13日法律第13号）は、請願を行う権利・手続に関する日本の法律である。
全6条の比較的簡素な法律である。日本国憲法（昭和憲法）第16条に規定される請願権の実際の運用に関して規定する法律であり、同憲法の施行と同時に施行された。
請願に関しては、住所・氏名を記載した文書によってなされるべきことを指定し、適式な請願に対しては、関係機関に対して誠実に処理する義務を負わせているほか、請願を行ったことによって請願者が差別待遇を受けることがないことを規定している。

## 請願令との比較
大日本帝國憲法（明治憲法）第30条には「請願ヲ為スコトヲ得」とあり、1917年（大正6年）には勅令としての請願令も公布された（国会図書館デジタル資料 官報04月05日、 ウィキソース）。 ただ旧憲法下における請願には各種の制限があり、また刑罰を受ける場合もあった。
明治憲法および旧皇室典範の改正に関する請願は認められなかった（第11条）。 裁判に係わる請願の可否については現在でも議論があるが、請願令では条文で禁止されている（同）。 規定に反したり「相当の敬礼」を欠いていると却下された（12条）。 また現在の請願書は住所氏名の記載のみでよいが、請願令の規定では行なう理由や職業年齢なども明記のうえ署名捺印を要した（4条など）。 また提出は郵送に限られた（10条）。
請願に関して官憲に面接を強要すると禁固刑や罰金を科せられるだけでなく、複数で行なった場合は刑が重くなり、団体行動への対応を考慮している（以上15条）。 請願の仲間を募る活動も処罰される可能性があった（17条）。

明治憲法下でも天皇への請願は可能で、内大臣に提出した請願書の趣旨が奏聞されることになっていた（14条）。 その一方、行幸啓の際に直願（直訴）を行なうと懲役刑に処せられるだけでなく、刑法74条の不敬罪を問われた場合は5年以下の懲役、さらにその際天皇、皇后、皇太后、太皇太后または皇族の身に危害を加えようとしたとみなされた場合は死刑や無期懲役といった極めて厳しい刑を科された（16条）。昭和憲法下の請願法は罰則を定めていないが、憲法の規定により平穏に行なうことが求められ、あまりにも酷い場合は暴力行為等処罰法や静穏保持法違反あるいは刑法第106条の騒乱罪などで処罰されることもあり得る。
昭和憲法第16条で請願が国民の権利として認められ、また行なった者に対する差別も禁じられた。 これに伴い請願令は廃止され、国会の議決を要する法律としての請願法が成立した。 ただ国政に関する権能を有さず、国事行為にも内閣の助言と承認（実質的な決定）を要する天皇に対して請願を行なえるのは、旧勅令の踏襲とも考えられる。